# تشاو زياوتيان
تشاو زياوتيان (بالصينية: 赵啸天) هو لاعب كرة قدم صيني في مركز الهجوم، ولد في 1 أكتوبر 1993 في باودينغ في الصين. لعب مع جيجيانغ غرينتاون وهيبي شينا فورشن.